# Луб'янка (станція метро)
Луб'янка  (рос. Лубянка) — станція Сокольницької лінії Московського метрополітену.
Розташована між станціями «Чисті пруди» та «Охотний Ряд», на території Міщанського та Тверського районів Центрального адміністративного округу Москви.

## Вестибюлі
Станція має два підземних вестибюлі, сполучених сходами і дугоподібними пішохідними коридорами з виходами по периметру Луб'янської площі (з 1926 по 1990 роки — пл. Дзержинського). У них знаходяться каси, турнікети і починаються ескалаторні тунелі, що ведуть до станційного залу.
Західний вестибюль відкрито зі станцією в 1935 році. Ескалаторний тунель, що виходить з підземного аванзалу, що було побудовано на місці розібраного фундаменту Володимирських воріт Китайгородської стіни, спочатку мав три ескалатори серії Н, але у 1997 році вони були замінені на нові машини ЕТ-3М. Висота підйому — 21,8 метра, довжина нахилу — 43,6. Виходи західного вестибюля вбудовані в реконструйовану будівлю дореволюційної споруди.
Східний вестибюль було відкрито в 1968 році, як перша черга реконструкції станції під майбутній пересадний вузол. Враховуючи історичну споруду, для компактності зробили два ескалаторних нахили. Малий нахил (висота — 7 метрів, довжина — 14) спочатку складався з трьох ескалаторів серії ЛП-6І, у 1995 році вони були замінені на ЕТ-5М. Великий нахил розташовано паралельно осі платформи, з південного боку і розворотом на 180 градусів. Аванзали між ескалаторами з'єднані двома проходами. Великий нахил (висота — 21,4 м, довжина — 42,8 м) зберіг три первинних ескалатори ЛТ-4.
Невеликий касовий зал розташовано під початком М'ясницької вулиці, на Луб'янській площі. Він сполучений з довгим переходом, що повторює південно-східний периметр Луб'янської площі, з вісьмома виходами на вулицю. Два виходи розташовані на розі будівлі ФСБ (Луб'янська площа і службовий проїзд до Фуркасовський провулок); два на розі Обчислювального центру ФСБ (Лубенський проїзд і М'ясницька вулиця); ще два виходять до скверу перед Політехнічним музеєм, по кожну сторону меморіалу «Соловецький камінь» (відповідно Луб'янського проїзду і Нової площі). Нарешті, останні два виходи знаходяться безпосередньо поруч з наземними порталами західного вестибюля.
Через центральний зал станції здійснюється перехід на станцію «Кузнецький міст» Тагансько-Краснопресненської лінії. Перехід починається в центрі залу. Нижче рівня залу знаходиться поперечна ескалаторна камера. З одного боку камери пара ескалаторів працюють на спуск, з іншого — на підйом. Всі чотири первинних ескалатори моделі ЛП-6І були в 1993 році замінені на ЕТ-5М. Висота підйому — 6,8 метра, довжина — 13,6.
З північного боку, до ескалаторної камери примикають два проходи, створені для зручності руху зустрічних людських потоків. Ці проходи потім з'єднуються в широкий склепінчастий коридор. Нарешті, нахил з чотирьох ескалаторів ЛТ-5, довжиною 14 метрів і висотою 7, спускає пасажирів в південний торець станції «Кузнецький міст».

### Пересадки
- Кузнецький міст
- Автобуси: 38, 101, 122, 144, 158, 904, м2, м3, м5, м8, м9, м10, м27, т25, н1, н2, н3, н6, н9, н11, н12

## Технічна характеристика
Конструкція станції — пілонна трисклепінна (глибина закладення — 32,5 м). У березні 2002 року пасажиропотік становив: по входу — 40,7 тис. осіб, щодо виходу — 40,9 тис. осіб.

## Колійний розвиток
Станція без колійного розвитку.

## Оздоблення
Пілони оздоблені білим мармуром. Підлога викладена чорним і червоним гранітом (до реконструкції покриття було асфальтовим). Колійні стіни облицьовані білою порцеляновою плиткою. У південно-західному торці «Луб'янки» зберігся фрагмент первісного оздоблення станції. У ескалаторному залі встановлено мармуровий бюст Ф. Е. Дзержинського. Станція, після реконструкції, отримавши центральний зал, стала типовою станцією 1970-х років.

## Події
29 березня 2010 року о 7:56 за московським часом на станції Луб'янка стався вибух. Вибуховий пристрій спрацював у другому вагоні. У результаті вибуху загинуло 24 людини, 39 поранено. Уряд Москви виділив 131 автобус для доставки пасажирів після вибуху що відбувся в московському метро. НП сталася на станціях «Луб'янка» і «Парк культури (радіальна)». До ліквідації наслідків вибухів у Московському метро залучені 387 осіб і 180 одиниць техніки, у тому числі від МНС Росії — 207 людей і 59 одиниць техніки.
55°45′33″ пн. ш. 37°37′38″ сх. д. / 55.75917° пн. ш. 37.62722° сх. д.

## Фотографії

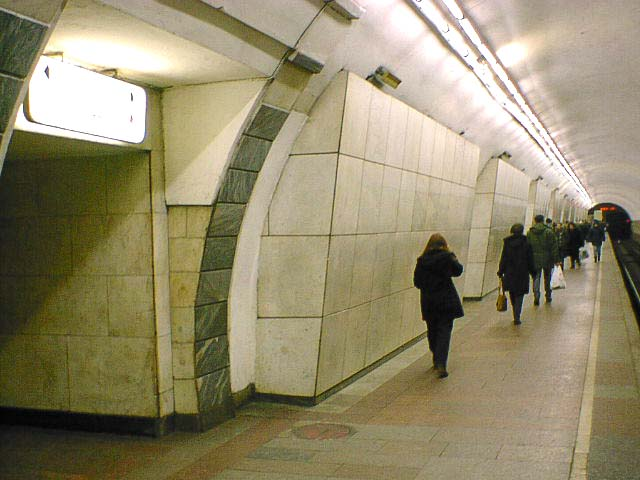
Посадкова платформа. 11 березня 2000 року.
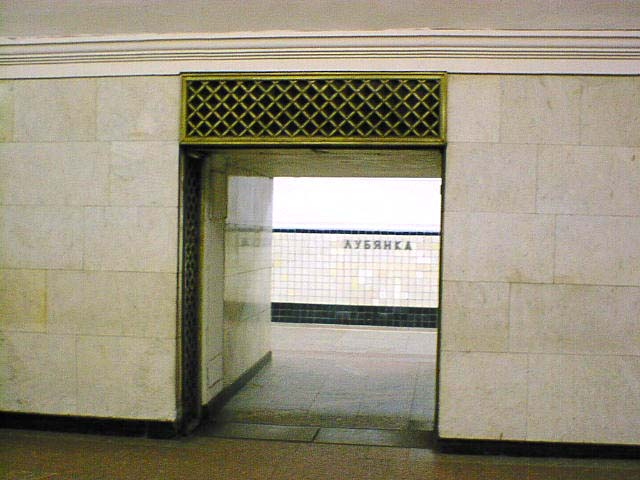
Прохід з центрального залу на посадкову платформу. 11 березня 2000 року.